# Tadeusz Ajdukiewicz
Tadeusz Ajdukiewicz (1852, Wieliczka – 9. ledna 1916, Krakov) byl polský malíř, představitel realismu. Proslul bitevními scénami a obrazy koní. Byl též žádaným portrétistou a krajinářem.
Vystudoval malbu na Krakovské škole výtvarných umění (Szkoła Rysunku i Malarstwa), kde ho vedl Władysław Łuszczkiewicz. Později se učil ještě ve Vídni a v Mnichově, kde navštěvoval Akademie der Bildenden Künste München i ateliér svého krajana Józefa Brandta. Poté pracoval v Paříži. Spolu se šlechticem Władysławem Branickim podnikl cestu na Blízký východ. Po návratu žil ve Vídni, kde pracoval pro řadu významných šlechticů i pro císařský dvůr. To mu zajistilo pověst u jiných dvorů, takže pracoval pro prince z Walesu, pro osmanského sultána i pro dvory v Sofii, Petrohradě a Bukurešti. Po vypuknutí první světové války se vrátil do Polska a navzdory již vyššímu věku se nechal odsvést a padl na frontě nedaleko Krakova.
Jeho bratranec Zygmunt Ajdukiewicz byl rovněž realistickým malířem.